# Rawa Mazowiecka
Rawa Mazowiecka is een stad in het Poolse woiwodschap Łódź, gelegen in de powiat Rawski. De oppervlakte bedraagt 14,28 km², het inwonertal 16.090 (2022).

## Geboren
- Halina Konopacka (11 november 1900), atlete
- Janusz Wojciechowski (6 december 1954), politicus en jurist

1. ↑  (pl) Rawa Mazowiecka (łódzkie). Polska w liczbach. Geraadpleegd op 29 juli 2023.